# Promised Land (film 2012)
Promised Land è un film del 2012 diretto da Gus Van Sant e con protagonisti Matt Damon e John Krasinski. La sceneggiatura del film, scritta dagli attori protagonisti Damon e Krasinski, si basa su una storia dello scrittore statunitense Dave Eggers.

## Trama
Steve Butler, nato e vissuto in campagna e venditore per conto di una compagnia del settore energetico, la Global, viene mandato, assieme ad una sua collega a McKinley, in una piccola cittadina agricola. Il compito dei due agenti è di convincere gli abitanti a vendere il loro terreno, nel quale la compagnia vuole effettuare delle trivellazioni per estrarre gas naturale con il metodo della fratturazione idraulica che comporta rischi ambientali. Arrivato sul posto Steve inizialmente trova un ambiente facile da convincere data la crisi in cui versa il piccolo paese. In seguito però troverà non pochi ostacoli, tra cui Dustin Noble, un avvocato e un attivista ambientale, e l'insegnante Alice di cui si innamorerà. In realtà, alla fine, Dustin rivela essere lui stesso un agente della Global mascheratosi da attivista ambientalista.
Il suo scopo, attraverso un inganno, è quello di sviluppare, a seguito di duri contrasti con Steve e Sue, una maggiore consapevolezza sui reali rischi ambientali che l'estrazione del gas avrebbe determinato alle fattorie e agli animali poi platealmente smentiti da perizie giudiziarie fraudolente e guidate dalla stessa azienda. La comunità, a seguito della smentita, avrebbe fatto una scelta favorevole senza che si generasse un'ulteriore coscienza attivista indipendente e minacciosa in una sorta, dunque, di controllo mentale perpetrato dalla società multinazionale a scapito della disinformata classe media. Il protagonista Steve, scoperto l'inganno, confessa alla piccola cittadina le reali intenzioni dell'azienda energetica. Costretto ad abbandonare il suo lavoro rimane nel piccolo centro alla riscoperta dei reali valori genuini della vita.

## Produzione
Nel febbraio del 2012 Focus Features e Participant Media si aggiudicarono il diritto di produrre il film dopo lunghe trattative per l'acquisto della sceneggiatura. La prima bozza della sceneggiatura venne scritta da John Krasinski, che pagò di tasca propria Dave Eggers per l'utilizzo della sua storia, e venne successivamente rivista anche da Matt Damon.
Inizialmente il film doveva essere il debutto alla regia di Matt Damon, ma a causa di alcuni problemi di pianificazione dovette rinunciare. Nel febbraio del 2012 la regia del film venne quindi affidata a Gus Van Sant.

## Distribuzione
Il primo trailer ufficiale del film è stato distribuito online il 21 settembre 2012, seguito da quello italiano il 16 gennaio 2013.
Il film doveva inizialmente essere distribuito nelle sale statunitensi nel 2013, ma il 23 agosto 2012 Focus Features annunciò che sarebbe stato distribuito in un numero limitato di sale a partire dal 28 dicembre 2012, per dare la possibilità al film di competere durante i Premi Oscar 2013. In Italia è stato distribuito a partire dal 14 febbraio 2013.
L'8 febbraio 2013 il film è stato presentato in concorso alla sessantatreesima edizione del Festival internazionale del cinema di Berlino.